# Zivil-Ehrenkreuz 1813/14
Das Zivil-Ehrenkreuz 1813/14 wurde am 13. Mai 1814 durch Kaiser Franz I. in zwei Klassen gestiftet und war zur Belohnung ziviler Verdienste in den Koalitionskriegen gegen Frankreich vorgesehen. Es wurde am 26. Mai 1815 vom Kaiser persönlich an nur etwa 200 Personen verteilt.

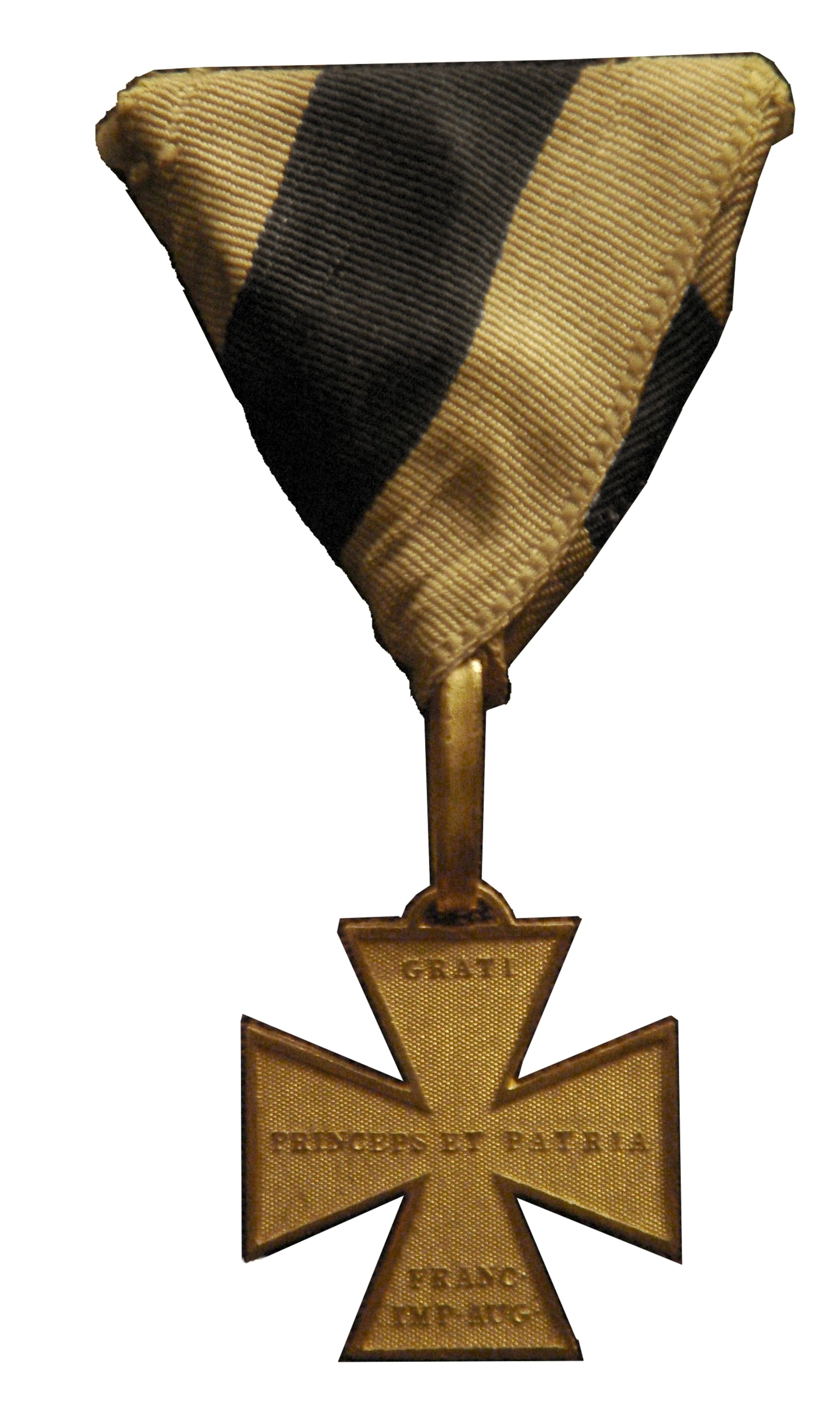
Goldenes Zivil-Ehrenkreuz 1813/14

## Aussehen
Die in Gold und Silber verliehene Auszeichnung ist ein Tatzenkreuz mit nach außen sich verbreiternden Kreuzarmen und fein gekörnter Oberfläche. Darauf steht vorderseitig die Inschrift 
GRATI PRINCEPS ET PATRIA FRANC IMP AUG
. Rückseitig steht 
EUROPAE LIBERTATE ASSERTA MDCCCXIII – MDCCCXIV
.

## Trageweise
Getragen wurde die Auszeichnung an einem gelb-schwarz-gelben Band im Knopfloch oder auf der linken Brust.
Clemens Fürst von Metternich erhielt am 20. September 1814 als Sonderstufe das extra für ihn angefertigte Großkreuz des Ordens verliehen. Dieses wurde als Halsdekoration getragen.